# رنگ خاکستری
رنگ خاکستری یک مجموعه تلویزیونی محصول سال ۱۳۷۷ به کارگردانی علی بیابانی، نویسندگی  و تهیه‌کنندگی  می‌باشد که از برنامه سیمای خانواده شبکه یک پخش شد.

## بازیگران
- گیتی معینی
- آزاده خورشیددوست
- الیزا جوهری
- حامد فرج زاده وحید
- حسین چنگی
- حسین خانی‌بیک
- حمید صفایی
- سیدبهاالدین کاظمی
- سیدعلی حسینی
- شیما کریمی
- شیوا کریمی
- غلامرضا متقی
- فاطمه طاهری
- مهدی طنابچی
- نوید پورعلی شفیعی
- هما خاکپاش